# Sindustries
Sindustries – ostatni album deathmetalowej grupy Gardenian.

## Lista utworów
1. Selfproclaimed Messiah 8:06
2. Doom & Gloom 6:34
3. Long Snap To Zero 6:07
4. Courageous 4:41
5. Heartless 6:34
6. The Suffering 6:21
7. Scissorfight 5:35
8. Sonic Death Monkey 5:53
9. Sindustries 6:51
10. Funeral 6:20

## Twórcy
- Jim Kjell - gitara, śpiew
- Niklas Engelin – gitara, chórki
- Robert Hakemo – gitara basowa, chórki
- Thim Blom – perkusja
- Lars Szöke - gitara akustyczna, inżynier dźwięku
- Peter Tagtgren - instrumenty klawiszowe, programowanie